# Sulukule

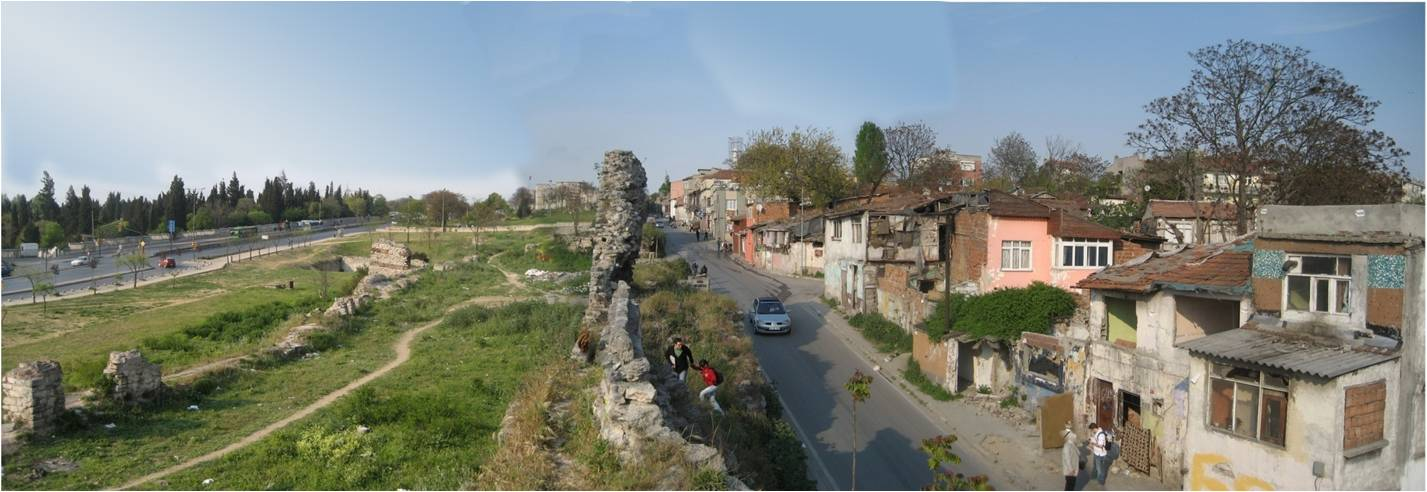
Das ehemalige Sulukule mit der Theodosianischen Landmauer im Januar 2008

Sulukule (türkisch, „Wasserturm“) ist ein historisches Viertel des Istanbuler Stadtteils Fatih.

## Name
Sulukule ist eine Sammelbezeichnung für die heutigen Ortsteile Kürkçübaşı, Atikmustafapaşa, Balat, Karabaş, Tahta Minare, Neslişah und Hatice Sultan. Das Gebiet direkt innerhalb der Theodosianischen Landmauer war vor der osmanischen Eroberung Konstantinopels der westliche Teil des byzantinischen Stadtteils Phanari.

## Geschichte

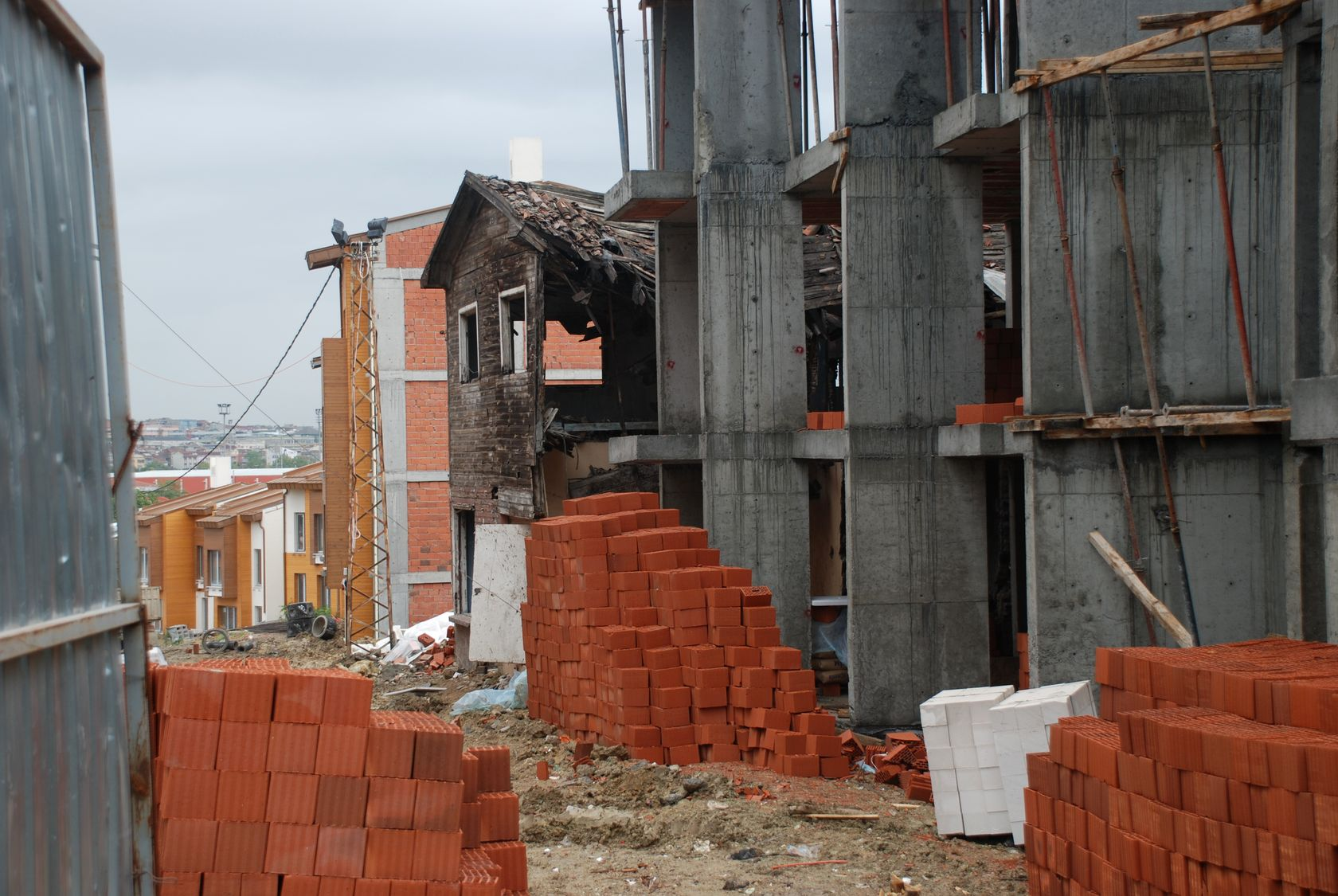
Neubauten, Zustand im Oktober 2011

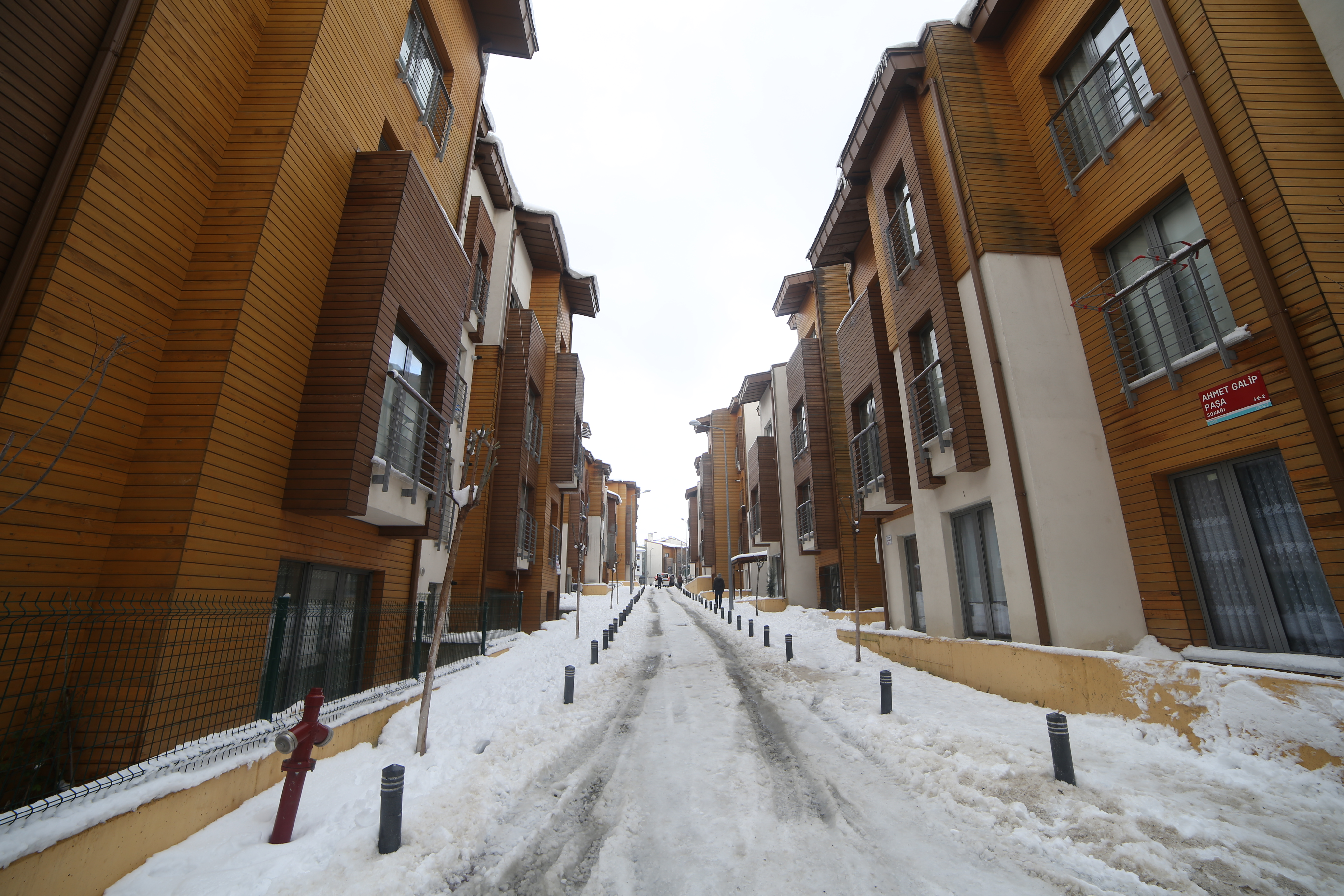
Neues luxuriöses Wohnviertel in Sulukule, Februar 2015

Sulukule galt als das älteste Roma-Viertel des Osmanischen Reiches. Hier lebten schon seit tausend Jahren Roma. Die legendären Musiker des Viertels waren im byzantinisch-kaiserlichen Hof gefragt.
Sulukule war in den Augen der Stadtverwaltung ein Problemviertel. Arbeitslosigkeit und – daraus resultierend – Armut waren weit verbreitet. Hinzu kam, dass viele Gebäude ohne Baugenehmigung und mit unzureichenden Mitteln gebaut wurden. Die seit Generationen hier lebenden Bewohner hatten sich eine Wirtschaftsform erschaffen, die auf den Unterhaltungsangeboten in bestimmten Vergnügungsstätten basierte. Die Kundschaft bekam Essen, Alkohol, Roma-Musik und spärlich bekleidete Tanzmädchen angeboten. Außer den direkt in diesem Bereich Arbeitenden waren im Umfeld Einnahmequellen für Straßenhändler und Taxifahrer entstanden. Unter dem Vorwand, hier würde Prostitution betrieben, wurden diese Orte, von denen praktisch das gesamte Viertel wirtschaftlich abhängig war, im Lauf der 1990er Jahre offiziell geschlossen.
Im Frühjahr 2007 wurden einige der einfachen Häuser abgerissen. Im November 2007 beschäftigte sich auch das Europaparlament mit den Abriss- und Umsiedlungsplänen. Im April und Mai 2009 wurde das historische Viertel nahezu komplett eingeebnet und mit einem Zaun abgeriegelt. Die bis dahin verbliebenen 3400 Bewohner, überwiegend Roma, mussten in andere Stadtgebiete weichen. Ende 2011 war ein großer Teil der Neubebauung, bestehend aus drei- bis viergeschossigen Reihenhäusern entweder fast fertiggestellt oder befand sich im Rohbau. Nur wenige Spuren der ehemaligen Gebäude waren noch erkennbar. Sulukule gilt als typischer Fall für eine als Gentrifizierung bezeichnete wirtschaftliche und soziale Umstrukturierung eines traditionellen Unterschicht-Wohngebiets.

## Kultur
Charakteristisch für Sulukule waren die berühmten Roma-Musikstile Çiftetelli und Karşılama. Die wichtigsten Musikinstrumente waren Geige, çifte nağara (kleines Bechertrommelpaar) und die Rahmentrommel def. Die Tänzerinnen spielten Fingerzimbeln (zil). Ende des 19. Jahrhunderts wurde der ältere Tanzstil raks durch Einflüsse des ägyptischen Bauchtanzes ergänzt. Im 20. Jahrhundert entwickelte sich daraus ein oryantal genannter Stilmix, der auch von professionellen wandernden Tanztruppen aufgeführt wurde.

## Diskographie
- Rom Music of Istanbul. Sulukule. Traditional Crossroads 4289, produziert von Harold G. Hagopian und Uzeli Plak. New York 1998

## Filme
- Mein Haus stand in Sulukule. Dokumentarfilm, 94 min., Österreich 2010, Regie: Astrid Heubrandtner[4]